# Alin Stoica
Alin Tudor Adi Stoica (* 10. Dezember 1979 in Bukarest) ist ein ehemaliger rumänischer Fußballspieler. Er bestritt insgesamt 210 Spiele in der rumänischen Liga 1, der belgischen Pro League und der serbischen SuperLiga. Im Jahr 1996 gewann er mit Steaua Bukarest die rumänische, in den Jahren 2000 und 2001 mit dem RSC Anderlecht sowie im Jahr 2003 mit dem FC Brügge die belgische Meisterschaft.

## Karriere

### Im Verein
Stoica begann im Alter von sechs Jahren mit dem Fußballspielen in der Jugend von Steaua Bukarest. Nachdem er alle Jugendmannschaften durchlaufen hatte, kam er im Jahr 1996 im Alter von 16 Jahren zu seinem ersten Einsatz in der ersten Mannschaft Steauas. Durch diesen Einsatz gewann er mit der Meisterschaft 1996 seinen ersten Titel. Anschließend verpflichtete ihn der belgische Spitzenklub RSC Anderlecht. Nachdem er in der Saison 1996/97 nur auf drei Einsätze gekommen war, wurde er in der Spielzeit 1997/98 zum Stammspieler. Während seiner Zeit in Anderlecht konnte er mit seinem Team zwei Meisterschaften in den Jahren 1999/2000 sowie 2000/01 gewinnen. In der Spielzeit 2001/02 kam er seltener zum Einsatz und wechselte im Sommer 2002 zum Rivalen FC Brügge. Dort konnte er mit der Meisterschaft 2003 und dem Pokalsieg 2004 zwei weitere Erfolge feiern.
In Brügge kam Stoica jedoch nicht über gelegentliche Einsätze hinaus. Anfang 2005 verließ er den Verein und kehrte zum FC Național Bukarest in seine rumänische Heimat zurück. Auch hier kam er wie auf seiner nachfolgenden Station beim FCU Politehnica Timișoara nur selten zum Zuge. Im Sommer 2006 ging Stoica abermals nach Belgien, wo ihn KAA Gent unter Vertrag nahm. Dort wurde er in der Saison 2006/07 wieder häufiger eingesetzt. Anfang 2008 schloss er sich Excelsior Mouscron an, ehe ihn im Sommer 2008 der FC Brașov holte. Dort kam er in der Spielzeit 2008/09 zu keinem Einsatz. Nach einer Saison bei Vojvodina Novi Sad in Serbien, wo er viermal eingesetzt worden war, fand er im Sommer 2010 keinen neuen Verein mehr. Stoica war drei Jahre lang ohne Klub, ehe er im Sommer 2013 bei ASU Politehnica Timișoara in der rumänischen Liga IV anheuerte. Im Sommer 2014 wechselte er erneut nach Belgien zu Standaard Wetteren in die vierte Liga.
Anfang 2015 nahm ihn CS Concordia Chiajna unter Vertrag. Dort beendete er kurze Zeit später seine Laufbahn.

### Nationalmannschaft
Stoica bestritt zwölf Spiele für die rumänische Nationalmannschaft. Er debütierte am 18. März 1998 in einem Freundschaftsspiel gegen Israel, als er in der 73. Minute für Adrian Ilie eingewechselt wurde. Nach einem weiteren Einsatz im Freundschaftsspiel gegen Griechenland am 8. April desselben Jahres wurde er bis zum 15. November 2000 nicht mehr berücksichtigt. Er kam in der Folge vereinzelt zu Kurzeinsätzen. Erst mit Beginn des Jahres 2003 gehörte er regelmäßig dem Kreis des Nationalteams an. In der verpassten Qualifikation zur Europameisterschaft 2004 kam er sporadisch zum Einsatz. Am 6. September 2003 lief er gegen Luxemburg letztmals im Nationaltrikot auf.

### Erfolge/Titel

#### Steaua Bukarest
- Rumänischer Meister: 1996
- Rumänischer Pokalsieger:  1996

#### Anderlecht
- Belgischer Meister: 2000, 2001
- Belgischer Supercup: 2000, 2001
- Belgischer Ligapokal: 2000

#### FC Brügge
- Belgischer Meister: 2003
- Belgischer Pokal: 2004
- Belgischer Supercup: 2002, 2003

#### Individuell
- Belgiens Nachwuchsfußballer des Jahres: 2001

## Privates
Stoica ist der Sohn des Fußballspielers Tudorel Stoica (* 1954), der mit Steaua Bukarest den Europapokal der Landesmeister 1986 gewinnen konnte.